# Fondeadero Terra Australis
Fondeadero Terra Australis (spanisch, frei übersetzt Südlandreede) ist ein natürlicher Ankerplatz im Paradise Harbour vor der Danco-Küste im Grahamland auf der Antarktischen Halbinsel. Er liegt etwa 730 m westsüdwestlich des Muñoz Point, des südöstlichen Ausläufers der Lemaire-Insel.
Wissenschaftler der 5. Chilenischen Antarktisexpedition (1950–1951) benannten ihn.